# Поместье Боссигт

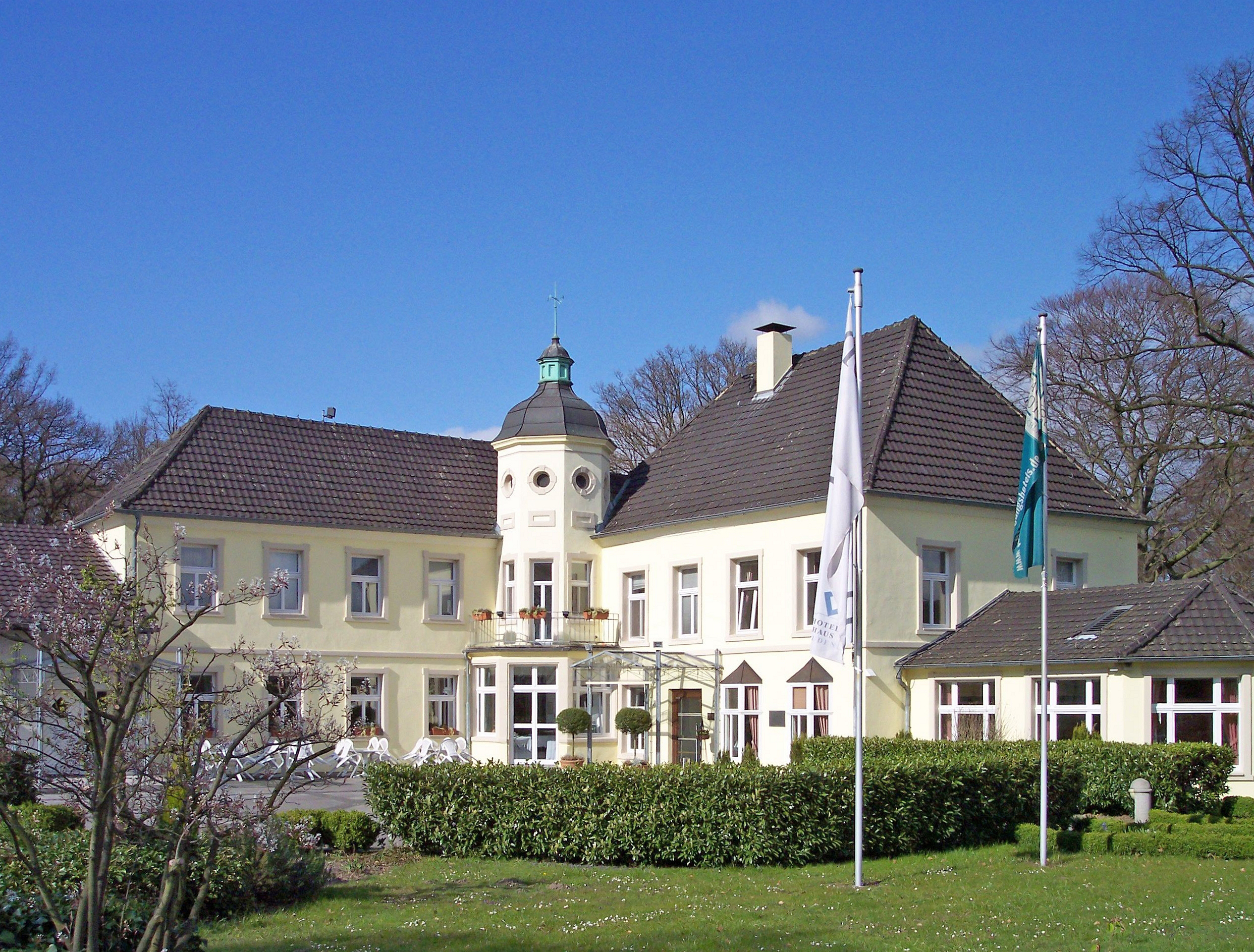
Поместье Боссигт, Везель, 2007 г.

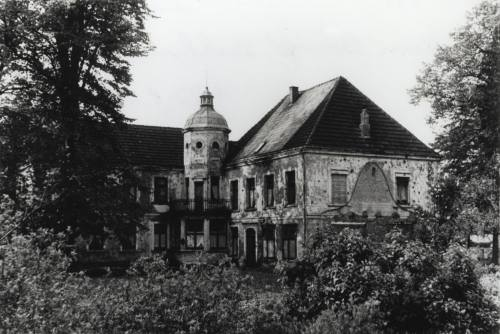
Поместье Боссигт, Лакхаузен, Везель. Фотография ок. 1900 г.

Поместье Бо́ссигт (нем. Gut Bossigt) — (в обиходе — замок Ду́дена) — поместье, располагавшееся в середине XVIII столетия в Лакхаузене (ныне городской квартал Везеля, земля Северный Рейн-Вестфалия). Поместье примечательно рождением здесь (3 января 1829 года) известного филолога-германиста и лексикографа Конрада Дудена, составителя знаменитого орфографического словаря немецкого языка и основателя немецкого правописания.
Отец Конрада Дудена, Иоганн Конрад Дуден (1802—1885) — чиновник железных дорог и владелец винокуренного производства, получил здание усадьбы и прилегающие постройки от своего будущего тестя Иоганна Якоба Монье (Johann Jacob Monjé).
Ранние исторические строения поместья Боссигт, возведённые ещё в 1767 году, и различные пристройки к основному зданию, выстроенные в 1887 и 1970 гг., составили со временем значительный комплекс сооружений. Весть комплекс зданий, после смены владельца, подвергся в 1980-е гг. основательной реконструкции и перестройке. Ныне здесь располагается четырёхзвёздочный отель «Хауз Дуден» (Haus Duden).
Здание отеля (бывшее поместье Боссигт) отнесено к памятникам архитектуры (градостроительства) Везеля.